# Гревенкруг
Гревенкруг (нем. Grevenkrug) — община в Германии, в земле Шлезвиг-Гольштейн. 
Входит в состав района Рендсбург-Эккернфёрде. Подчиняется управлению Бордесхольм-Ланд.  Население составляет 231 человек (на 31 декабря 2010 года). Занимает площадь 4,16 км².